# Diego Martín (cantante)
Diego Martínez Galindo, más conocido Diego Martín, es un cantautor y actor español nacido en Cartagena en 24 de enero de 1979 y criado en Melilla. Su primer álbum es disco de oro, y tiene un sencillo número 1 de los 40 principales, con el que consiguió su mayor fama, Déjame verte a dúo con la vocalista Raquel del Rosario, del grupo El sueño de Morfeo. En su debut como actor interpretaba a Nacho en la serie El incidente, rodada en 2014, pero que se estrenó en septiembre de 2017. Desde 2018 interpreta al doctor Higinio Baeza en la serie Acacias 38.

## Discografía

### Álbumes
- Vivir no es sólo respirar (2 de octubre de 2005)

1. A la hora de amar
2. El final de cada día
3. No es por lo que me das
4. Déjame verte
5. Pa decirte... pa contarte
6. Cuando volveré
7. De que me vale quererte
8. Háblame
9. Si me vas a dejar
10. Daría
11. Y no hago na

- Vivir no es sólo respirar (reedición) (17 de febrero de 2006)

1. A la hora de amar
2. El final de cada día
3. No es por lo que me das
4. Déjame verte
5. Pa decirte... pa contarte
6. Cuando volveré
7. De que me vale quererte
8. Háblame
9. Si me vas a dejar
10. Daría
11. Y no hago na
12. Déjame verte (A dúo con Raquel del Rosario)

- Puntos suspensivos (2 de septiembre de 2007)

1. Mil veces más
2. Ni frío, ni calor
3. Todo se parece a ti
4. Hasta llegar a enloquecer
5. Sobra
6. Quisiera no existir
7. Quedar pendientes
8. Puestos a pedir
9. Ve
10. Qué demonios será

- Melicia (6 de abril de 2010)

1. Ruedan
2. Si vienes o si vas
3. Pirata en el olvido
4. Haces llover (a dúo con Malú)
5. Se busca
6. Cuando me olvido
7. Si no nos tenemos
8. Por arte de magia
9. Deja una parte
10. Un besito más
11. Aires vestidos de antojos
12. Piruetas en el firmamento

- Siendo (25 de junio de 2013)

1. Siendo
2. Como contigo ayer
3. No esperes más
4. Todo está en calma
5. Abrázame, vente detrás
6. Te quise tanto
7. Mejor te vas
8. Así se fue mi alma
9. Un necio más
10. Au revoir Marie

- Con los pies en el cielo (9 de septiembre de 2016)

1. No sé qué tienes
2. Desde que la vi pasar
3. No me cansaría
4. Pero existes y existo
5. Desde que te hiciste aire
6. Yo que lo hice por cantar
7. Bendita excepción
8. El hombre más pequeño
9. Nací porque iba a quererte
10. Eres

### EP
- 14.09.18 (9 de abril de 2021)

1. Adiós mon amour
2. Te extraño
3. Brindemos
4. Lo que vino después
5. Cuántas veces
6. Cuántas veces (versión piano y voz)
7. Tuvo su tiempo (con Leire Martínez)

### Sencillos
- A la hora de amar (2005)
- Déjame verte (con Raquel del Rosario) (2006)
- El final de cada día (2006)
- Hasta llegar a enloquecer (2007)
- Todo se parece a ti (2007)
- Puestos a pedir (2007)
- Ni frío, ni calor (2008)
- Ruedan (2010)
- Un besito más (2010)
- Siendo (2013)
- Todo está en calma (2013)
- Esta vez (2015)
- Yo que lo hice por cantar (2016)

## Series
- El incidente (Antena 3, 2017) como Nacho.
- Acacias 38 (TVE, 2018) como Higinio Baeza.